# Phelan Beale
Phelan Beale (* 23. Mai 1881 in  Chattanooga, Tennessee; † 12. Juni 1956 in Pass Christian, Mississippi) war ein US-amerikanischer Anwalt und Jäger aus New York City. Beale, war mit Edith Ewing Bouvier, der Tante von Jacqueline Kennedy Onassis, verheiratet. Er war vermögend und ist als Familienoberhaupt in der Familiensage Grey Gardens bekannt, die in der Dokumentation Grey Gardens (1975), einem Musical und dem von HBO 2009 produzierten Spielfilm Grey Gardens porträtiert wird. Der Name bezieht sich auf das Familienanwesen Grey Gardens in East Hampton, New York.

## Biografie
Beale wurde in Chattanooga, Tennessee geboren und wuchs in Montgomery, Alabama auf. 1902  absolvierte er dort die University of the South und 1905 graduierte er an der juristischen Fakultät der Columbia University. Er war der Enkel von John Dennis Phelan, einem Sprecher des Obersten Gerichtes von Alabama. Zusammen mit Jacqueline Onassis's Großvater „Major“ John Vernou Bouvier, Jr. entwickelte er die Rechtsprechung von „Bouvier und Beale“.
1917 heiratete er Bouvier's Tochter Edith Ewing Bouvier (später bekam sie den Kosenamen „Big Edie“). Die Zeremonienmeister ihrer Hochzeit am 17. Januar 1917 in der  St. Patrick’s Cathedral in New York City waren unter anderem Jackie's Vater John Vernou Bouvier III und W. Sergeant Bouvier.
Ihre Kinder waren  Edith Bouvier Beale („Little Edie“), Phelan Beale, Jr., aus Tulsa, und Bouvier Beale aus Glen Cove, Long Island.
1924 erwarb er das 28-Zimmer große Grey Gardens Anwesen in Strandlage, direkt am Ozean in Nachbarschaft der Lagune Georgica Pond.
Das Ehepaar trennte sich ca. 1926 und wurde 1931 rechtskräftig geschieden, allerdings lebten beide weiterhin in East Hampton. Als Teil ihres ehelichen Zugewinns erhielt Edith das Familienanwesen „Grey Gardens“ in East Hampton.
Beale gehörte der „Grey Goose Gun Club of Cedar Point“, ein ehemaliges Jagdreservat, in dem heute der Cedar Point County Park, East Hampton liegt. 1937 erweiterte er das Gelände durch den Kauf der verlassenen Insel Cedar Island Light. Durch den Neuengland-Hurrikan von 1938 entstand durch aufgeschwemmten Sand eine Landzunge, die das Reservat mit der Insel verband. Das Anwesen „Grey Gardens“ ist heute Wohnsitz des Parkaufsehers und nördlich von einer Gemischtwarenhandlung des Parks gelegen.
Beale heiratete 1947 ein letztes Mal  Dorothy D. Durham of Poplarville, Mississippi.  Er starb 1956 in Pass Christian, Mississippi.